# سیودومرمکس
سیودومرمکس سرده‌ای از مورچه‌های زنبور مانند گزنده از زیرتیره Pseudomyrmecinae است. آنها مورچه‌هایی با چشمان درشت و باریک هستند که عمدتاً در مناطق گرمسیری و نیمه گرمسیری بر جدید یافت می‌شوند.